# Болфан
Болфан је насељено место у саставу Града Лудбрега, до нове територијалне организације у саставу бивше општине Лудбрег, у Вараждинској жупанији, Хрватска.

## Прошлост
Православни парох поп Атанасије Димић, због сиромаштва примио је 1894. године годишњу помоћ о државе 50 ф. Године 1898. болфанска православна парохија је шесте, најниже платежне класе, са годишњом свештеничком платом од 800 ф. Свештеник администратор Мојо Магош је тада отишао из Болфана у Михољац.
Године 1905. Болфан је село којем у црквеном погледу припадају и села: Беланово Село, Иванчец, Сеговина, Торчец и Ћуковац. Политичка општина, са поштом и брзојавом за Болфан налазили су се у трговишту Лудбрегу, а црквена општина са православном парохијом у месту. Од 330 домова у Болфану, њих 170 су српски, а од укупног броја становника који износи 2292, на Србе православце је тада отпадало 976 душа. У Болфану је почетком 20. века православна црквена општина под председништвом Методија Брадића. Православна парохија је била VI платежне класе, са парохијским домом и српски православним гробљем на којем се налази најстарији споменик из 1777. године. Православно парохијско звање је основано и матице прве - рођених су заведене 1820. године. Месни парох је 1905. године поп Методије Брадић родом из Гвозданске. Филијарна православна црква која је припадала болфанској парохији била је 1905. годину у Ћуковцу.
У Болфану се налази православни храм посвећен „Светој Петки Параскеви“. Први храм је сазидан 1761. године, а био је у добром стању и 1905. године. Данашњи храм је новијег датума (после 1902) и сазидан је у српско-византијском стилу. Иконостас је донео из загребачке гимназијске капеле „Св. Три Јерарха“, протојереј-ставрофор Василије Вујовић после Другог светског рата.
Школска деца из Болфана су 1905/1906. године похађала наставу у комуналној основној школи у Ћуковцу, где је предавао учитељ Никола Милановић.

## Становништво
Села Болфан, Сеговина и Чуковец су данас најсеверозападнија насеља са аутохтоним српским становништвом
На попису становништва 2011. године, Болфан је имао 413 становника.

### Број становника по пописима
| Националност   | 2001. | 1991. | 1981. | 1971. | 1961. | 1953. | 1948. | 1931. | 1921. | 1910. | 1900. | 1890. | 1880. | 1869. | 1857. |
| бр. становника | 488   | 467   | 498   | 550   | 606   | 614   | 612   | 744   | 653   | 682   | 645   | 626   | 537   | 478   | 393   |

- напомене:

У 1890. и 1900. садржи податке за бивша насеља Болфан Велики и Болфан Мали која су тих година била одвојено исказана.

### Национални састав
| Националност       | 1991.        | 1981.        | 1971.        | 1961.        |
| Хрвати             | 366 (78,37%) | 350 (70,28%) | 412 (74,90%) | 418 (68,97%) |
| Срби               | 55 (11,77%)  | 70 (14,05%)  | 128 (23,27%) | 188 (31,02%) |
| Југословени        | 15 (3,21%)   | 67 (13,45%)  | 7 (1,27%)    | 0            |
| остали и непознато | 31 (6,63%)   | 11 (2,20%)   | 3 (0,54%)    | 0            |
| Укупно             | 467          | 498          | 550          | 606          |

## Попис1991.
На попису становништва 1991. године, насељено место Болфан је имало 467 становника, следећег националног састава:
| Попис 1991.‍  | Попис 1991.‍  | Попис 1991.‍ | Попис 1991.‍ | Попис 1991.‍ |
| ------------ | ------------ | ----------- | ----------- | ----------- |
|              |              |             |             |             |
| Хрвати       | Хрвати       |             | 366         | 78,37%      |
| Срби         | Срби         |             | 55          | 11,77%      |
| Југословени  | Југословени  |             | 15          | 3,21%       |
| неопредељени | неопредељени |             | 28          | 5,99%       |
| регион. опр. | регион. опр. |             | 2           | 0,42%       |
| непознато    | непознато    |             | 1           | 0,21%       |
| укупно: 467  |              |             |             |             |